# Jerbogacson
Jerbogacson (oroszul: Ербогачён, evenki nyelven нэрбэкэ) falu Kelet-Szibériában, Oroszország Irkutszki területén, a Katangai járás székhelye.		
Lakossága: 1965 fő (a 2010. évi népszámláláskor). Neve az evenki нэрбэкэ szó átvétele, jelentése: 'fenyővel benőtt domb'.
Az Irkutszki terület északi részén, Irkutszk területi székhelytől 1025 km-re, az Alsó-Tunguszka jobb partján helyezkedik el. Az Irkutszki terület legnagyobb, legészakibb és legritkábban lakott járásának székhelye. 
Éghajlata szélsőségesen kontinentális. 
Lakott helyként 1860-ban jegyezték be. V. Ja. Siskov író regénye nyomán lett ismert, aki 1911-ben még geodétaként ismerte meg a vidéket.
A kiépített utaktól távol eső járás falvaiba eljutni tavasszal (20-25 napig) vízi úton, télen a jég- és hótakarón kijelölt útvonalakon (zimnyik) lehetséges. Irkutszkkal a kapcsolatot a repülőtér (291 m tengerszint feletti magasság) biztosítja, mely AN-2, AN-24, AN-26 típusú gépeket tud fogadni.
Csatornázás, melegvíz szolgáltatás lényegében nincsen.